# پائا وولفگرام
پائا وولفگرام (انگلیسی: Paea Wolfgramm؛ زادهٔ ۱ دسامبر ۱۹۶۹) بوکسور اهل تونگا بود.